# الملاحي الأعلى (الخبت)

تعديل مصدري - تعديل

الملاحي الأعلى هي إحدى قرى عزلة بني عمارة بمديرية الخبت التابعة لمحافظة المحويت، بلغ تعداد سكانها 427 نسمة حسب تعداد اليمن لعام 2004.